# Curtis Fleming
Pour les articles homonymes, voir Fleming.
Curtis Fleming, né le 8 octobre 1968 à Manchester en Angleterre, est un footballeur international irlandais jouant au poste d'arrière droit dans différents clubs anglais et irlandais et en équipe de la république d'Irlande. Il est champion d'Irlande en 1990 avec St. Patrick's Athletic.
De 1996 à 1998 Fleming compte dix sélections avec l'équipe de la république d'Irlande.

## Carrière

### Ses débuts
Curtis Fleming nait à Manchester en Angleterre d'un père jamaïcain et d'une mère irlandaise. Sa famille déménage à Dublin alors qu'il n'a que quelques mois. Il commence le football dans le club formateur du Belvedere FC situé dans les quartiers de Fairview et Clontarf dans le nord de Dublin. Lors de lété 1987, il est recruté par Brian Kerr, le manager du St. Patrick's Athletic Football Club qui tente alors de mettre sur pied une nouvelle équipe capable de retrouver la tête du championnat. Dès sa première saison, il s'installe dans l'équipe première au point de reléguer l'international Eammon Gregg sur le banc. Il est rapidement considéré comme un des meilleurs jeunes talents du championnat. Il est sélectionné à quatre reprises en équipe de république d'Irlande des moins de 20 ans puis est le seul footballeur issu du championnat irlandais à disputer la rencontre contre l'Irlande du Nord avec les Espoirs irlandais en 1989.
En mars 1989, Fleming est transféré au Swindon Town Football Club qui joue alors en deuxième division anglaise. Mais il retourne à Dublin l'été suivant sans avoir disputé la moindre rencontre.
Curtis Fleming s'épanouit au St. Patrick's Athletic. Après avoir terminé à la deuxième place lors de sa première saison au club, il remporte le championnat lors de la saison 1989-1990. Il gagne peu à peu le surnom de « Perle noire d'Inchicore » deuxième du nom en référence à Paul McGrath et Paul Osam. En novembre 1990 il remporte le titre de meilleur jeune joueur du championnat.

### Middlesbrough
En dépit de la signature d'un contrat avec les Shamrock Rovers, Curtis Fleming repart en Angleterre lors de l'été 1991 pour rejoindre le Middlesbrough Football Club pour une indemnité de 50 000 Livres Sterling. Il participe, dès sa première saison, à la montée en première division de l'équipe dirigée par Lennie Lawrence
Relégué dès la première saison en Championship, Middlesbrough devra attendre 1995 pour remonter, sous l'autorité de Bryan Robson dans l'élite, remportant au passage la deuxième division. Le club passera les saisons suivantes alternativement en première et deuxième division sans jamais parvenir à se maintenir durablement dans l'élite. Fleming est un des rouages essentiels de l'équipe de Robson. Il dispute les finales de la coupe de la ligue en 1997 et 1998 puis celle de la Cup 1997 sans jamais remporter de trophées.
En dix années de présence à Middlesbrough, Curtis Fleming dispute un total de 266 matchs et marque 3 buts. Après un court prêt à Birmingham City, il quitte définitivement le club. Pour célébrer son passage dans l'équipe, "Boro" organise un match de jubilé le 5 août 2001 avec une rencontre contre l'Athletic Bilbao.

### Fin de carrière
Curtis Fleming est transféré au Crystal Palace Football Club à la fin du mois de décembre 2001 pour une somme approchant les 100 000 Livres. Malheureusement pour lui, plusieurs blessures mettent à mal son engagement à Palace. Il avait pourtant la confiance de son entraineur puisque Iain Dowie en avait fait le capitaine de son équipe. Après deux saisons et demie, Fleming retourne dans le nord-est de l'Angleterre pour signer au Darlington Football Club
Fleming rejoint ensuite les Irlandais du Shelbourne Football Club pour une courte période. Il est alors sous les ordres de Pat Fenlon son ancien coéquipier à St. Pat's. Il dispute le tour qualificatif de la Ligue des Champions. A la fin de la saison 2005 il se retire officiellement du football professionnel.
Il signe dans un club amateur, le Billingham Synthonia, pour la saison 2005-2006, où il apparait dans un rôle d'arrière central.

### Une reconversion comme entraîneur
Au terme de sa carrière de footballeur professionnel, Curtis Fleming se lance dans la carrière d'entraîneur. Après avoir été responsable d'équipes de jeunes à Middlesbrough, il devient en juin 2007 l'entraineur adjoint de Mark Proctor à Livingston en Écosse. En 2011, il rejoint son ancien club Crystal Palace qui est alors managé par un ancien coéquipier Dougie Freedman ; il y est chargé de la post-formation. L'année suivante il est promu entraîneur adjoint de l'équipe première. A peine quatre mois plus tard, il rejoint Freedman au Bolton Wanderers pour y tenir le même rôle.
À partir de 2016, il enchaine les postes d'entraineur-adjoint : d'abord à Hartlepool United puis aux Queens Park Rangers avant de retourner à Middlesbrough.
En 2019, il est nommé entraîneur de l'équipe réserve du Punjab Football Club. Le 15 juin 2020 il est promu entraineur de l'équipe première,. C'est son premier poste d'entraîneur principal.
Le 18 juillet 2021 Curtis Fleming est rappelé en Angleterre comme entraîneur intérimaire du Bristol City, remplaçant au pied levé l'entraîneur en titre Paul Simpson qui est obligé de suivre un traitement médical contre un cancer du rein. Le 22 septembre 2021 au retour de Simpson, il reste au club et prend la place d'entraîneur adjoint.

### En équipe nationale
Curtis Fleming compte dix sélections en équipe nationale. Elles sont concentrées sur deux années, entre 1996 et 1998, toutes obtenues alors qu'il joue sous les couleurs du Middlesbrough Football Club. Il ne connait qu'un seul sélectionneur Mick McCarthy.
Sa première sélection a lieu le 24 avril 1996 à l'occasion d'une rencontre amicale à Prague contre la République tchèque. Il est remplaçant en début du match et entre à la mi-temps à la place de Paul McGrath
Sur ses dix sélections, il est remplaçant à six reprises, remplaçant successivement Paul McGrath, Kenny Cunningham, Jeff Kenna deux fois, Mark Kennedy et Terry Phelan. Il est titulaire à l'occasion de ce qui deviendra sa dernière sélection : le 23 mai 1998 il joue un match de préparation à la Coupe du monde de football qui doit avoir lieu en France contre le Mexique. La rencontre se déroule à Lansdowne Road à Dublin.

## Palmarès
Avec St. Patrick's Athletic
- Championnat d'Irlande
  - Vainqueur en 1989-1990.

### Avec Middlesbrough
- Vainqueur du Championnat d'Angleterre de football D2 en 1995.

## Sources
- (en) Stephen McGarrigle, The Complete who's who of Irish international football : 1945-1996, Edimbourg, Mainstream Publishing, octobre 1996, 237 p. (ISBN 1-85158-894-9), p. 71